# Bandera de Transnistria
La bandera de Transnistria es una versión de la desaparecida bandera de la República Socialista Soviética de Moldavia. Esta bandera se convirtió en uno de los símbolos oficiales de Transnistria en el año 2000, ya que aparece descrita en la Ley de los Símbolos del Estado.
La bandera consiste en un paño de color rojo que incorpora una franja horizontal de color verde, situada en su centro. La ley también reconoce la existencia de una versión en la que figuran, en su extremo superior más cercano al mástil la hoz y el martillo y la estrella roja, que está destinada a uso gubernamental.

## Otras versiones

Bandera de la RSS de Moldavia (1952-1990).
Bandera de uso civil.
Estandarte presidencial de Transnistria.
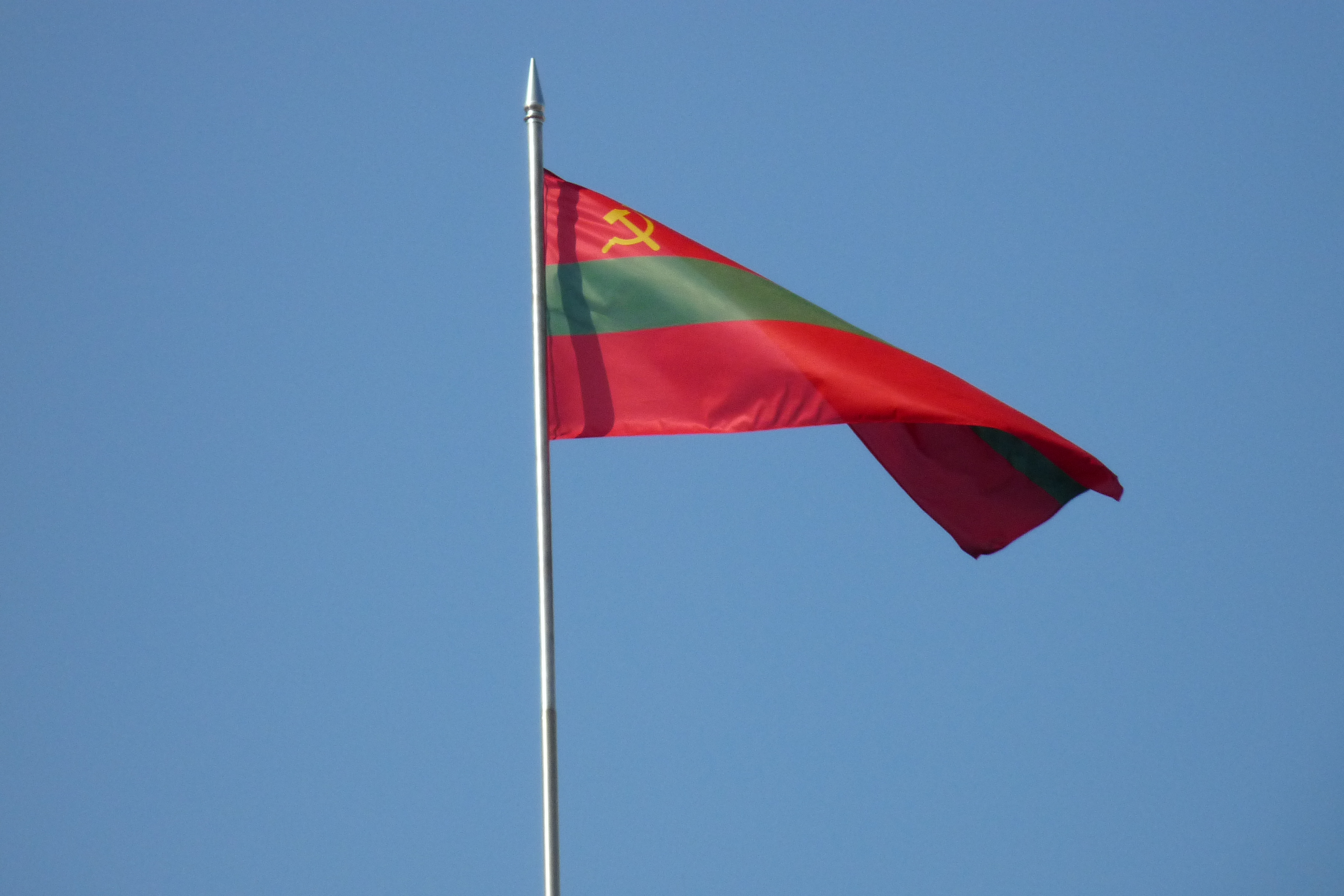
Bandera de Transnistra ondeando.